# Маккинстри, Стюарт
Стюарт Адамсон Маккинстри (англ. Stuart Adamson McKinstry; род. 18 сентября 2002, Уишо, Норт-Ланаркшир) — шотландский футболист, вингер клуба «Гамильтон Академикал».

## Клубная карьера
Маккинстри — воспитанник клубов «Мотеруэлл» и английского «Лидс Юнайтед». 21 сентября 2021 года в поединке Кубка английского лиги против «Фулхэма» Стюарт дебютировал за основной состав последних. 21 ноября в матче против «Тоттенхэм Хотспур» он дебютировал в английской Премьер-лиге. 